# Volksbühne
De Volksbühne am Rosa-Luxemburg-Platz, meestal kortweg Volksbühne genoemd, is zowel de naam van een theatergebouw als een toneelgezelschap in het Berlijnse stadsdeel Mitte, gelegen aan de Rosa-Luxemburg-Platz (in het vroegere Oost-Duitse deel van de stad). 

## Gebouw
De Volksbühne werd in 1913-14 gebouwd naar een ontwerp van Oskar Kaufmann, met beeldhouwwerk van Franz Metzner. Het gebouw vindt zijn oorsprong bij de vereniging de "Freie Volksbühne", die in 1892 al een visie uittekende voor een theater "van het volk". Bedoeling was om hedendaagse  sociaal-realistische toneelstukken te vertonen aan democratische prijzen. Op het gebouw stond oorspronkelijk de slogan "Die Kunst dem Volke". Het gebouw werd tijdens de Tweede Wereldoorlog ernstig beschadigd. Het werd in 1950-1954 heropgebouwd met Hans Richter als architect. Thans worden er de meest vooruitstrevende en experimentele toneelstukken van Duitsland vertoond.

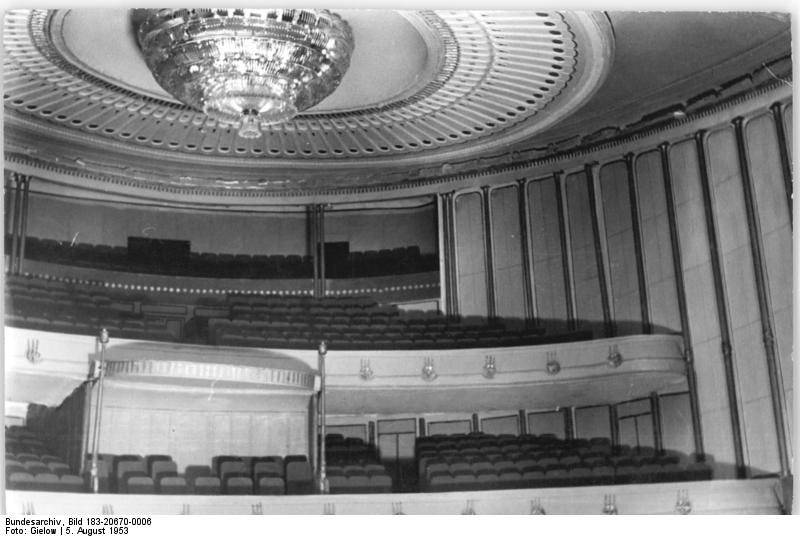
Theaterzaal, 1953
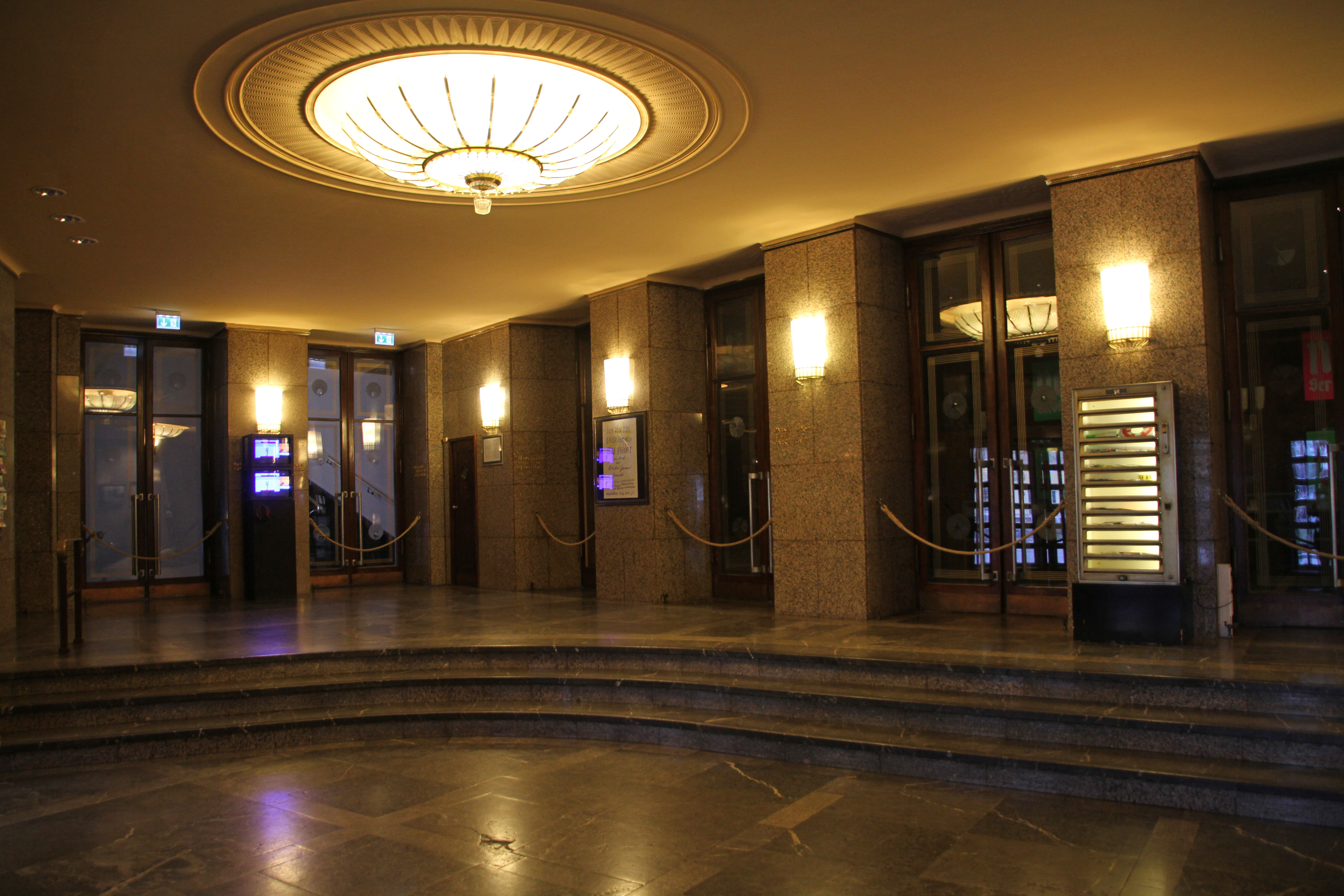
Foyer, 2016
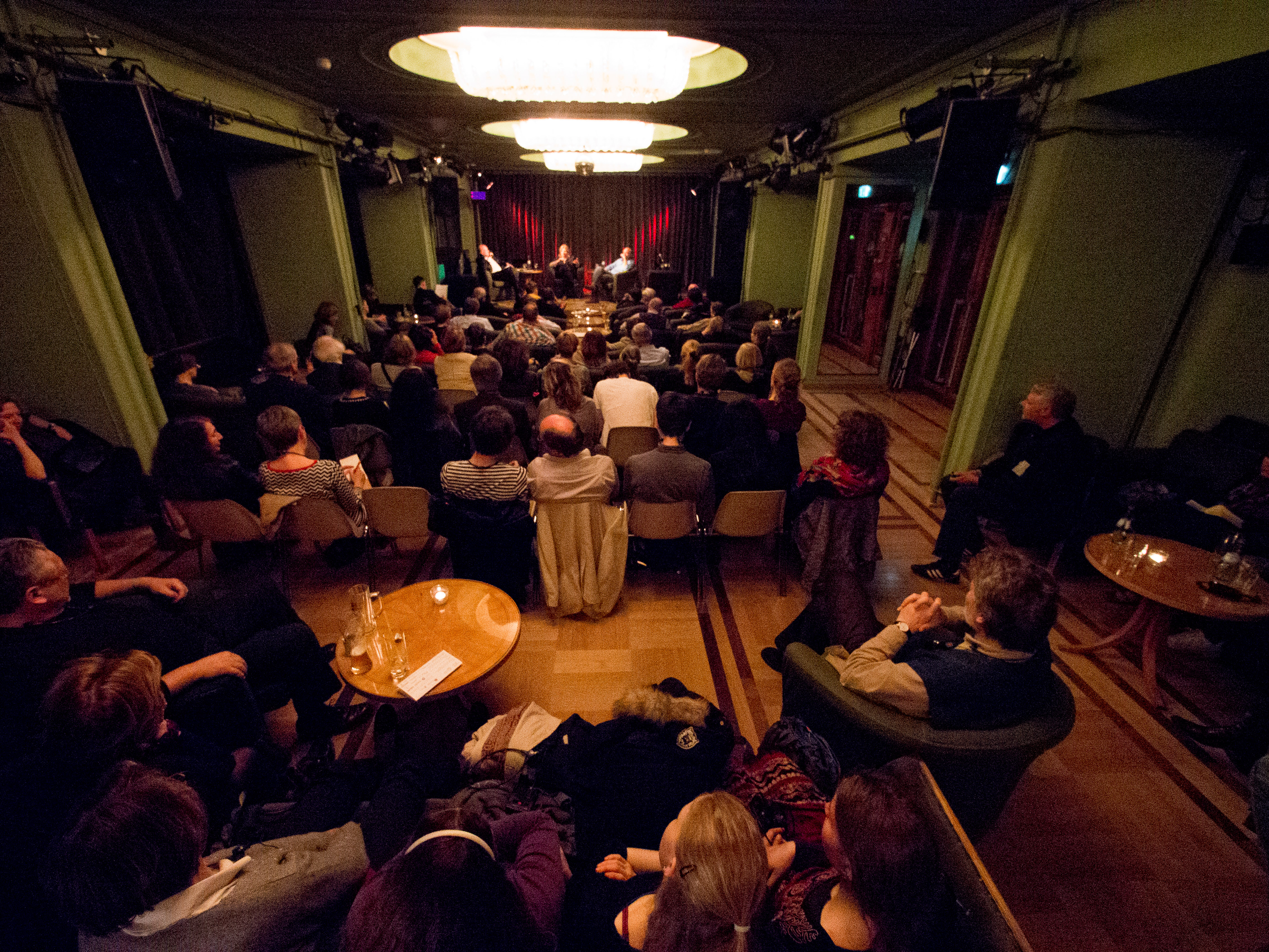
Groene salon, 2014
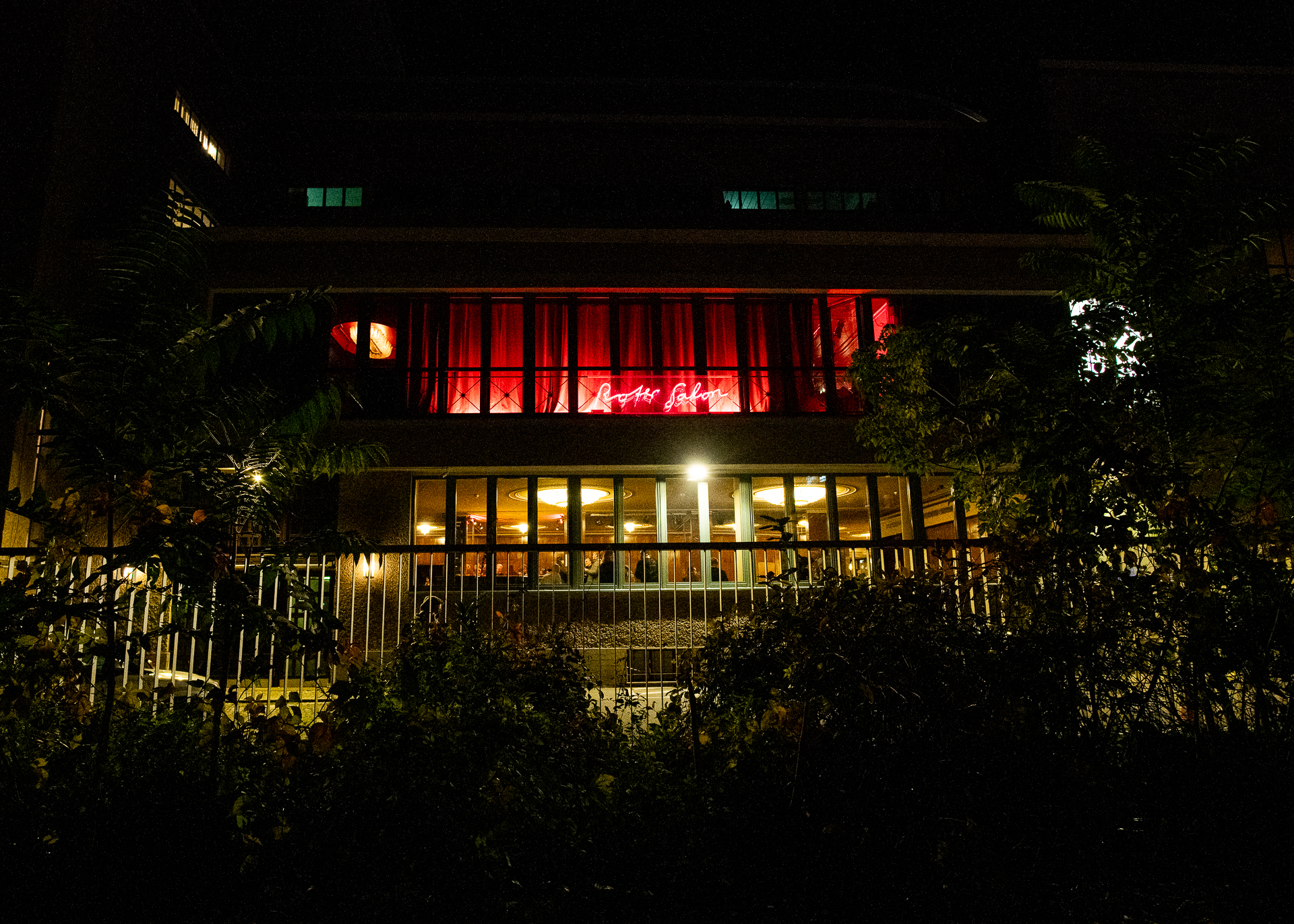
Rode salon, 2023

## Gezelschap
Het aan de Volksbühne vast verbonden toneelgezelschap wordt eveneens aangeduid met dezelfde naam. De in 1890 opgerichte Volksbühne behoort tot de toonaangevende theatergezelschappen in het Duitse taalgebied. Artistieke directeuren (Duits: intendant) waren onder anderen Max Reinhardt (1915–1918), Friedrich Kayßler (1918–1923), Heinz Hilpert (1932–1934) en Benno Besson (1974–1978). Vanaf 1992 was Frank Castorf intendant. In de eerste jaren met Castorf reageerde een deel van het publiek en de critici enthousiast, maar velen bleven ook weg. Zo liet Castorf acteurs naakt op het podium staan, soms urenlang schreeuwend, vechtend, dronken of met verf naar het publiek gooiend, en schrapte soms grote delen uit de tekst van toneelklassiekers.
In 2009 verminderde het bondsland Berlijn de subsidie aan de Volksbühne van 184 Euro per verkocht kaartje naar 141 Euro, waarmee het gezelschap nog steeds het best gesubsidieerde toneelgezelschap van Duitsland is.
In 1998 was de Volksbühne in het Amsterdamse Muziektheater te zien tijdens het Holland Festival met een uitvoering van De Drie Zusters van Tsjechov in een regie van Christoph Marthaler. In maart 2014 organiseerde de Stadsschouwburg Amsterdam het theaterfestival Brandhaarden rondom de Volksbühne. Te zien waren: Der Spieler (naar de roman De speler van Dostojevski) onder regie van Volksbühne-intendant Frank Castorf, Murmel Murmel (zonder tekst) van Herbert Fritsch, Glanz und Elend der Kurtisanen (van Balzac) geregisseerd door René Pollesch, en Glaube Liebe Hoffnung (van Ödön von Horváth) onder regie van Christoph Marthaler.
In 2016 en 2017 werd de Volksbühne door enkele tientallen door het blad Theater heute ondervraagde theatercritici gekozen tot "Theater des Jahres".
In 2017 nam de Belg Chris Dercon de leiding van de Volksbühne als intendant. Dercon was tot 2016 directeur van Tate Modern. De benoeming leidde tot protesten bij het ensemble, een bezettingsactie en het vertrek van onder anderen Sophie Rois. Een jaar later werd Dercon opgevolgd door Klaus Dörr (interim). In 2021 werd Dörr opgevolgd door René Pollesch, die afkomstig was van het Deutsches Theater Berlin, maar al eerder met de Volksbühne had samengewerkt. Bij zijn terugkeer naar de Rosa-Luxemburg-Platz nam hij Sophie Rois mee terug.
- Bibliothèque nationale de France: cb14712655j (data)
- Gemeinsame Normdatei: 115168-X
- International Standard Name Identifier: 0000 0001 0807 4395
- Library of Congress Control Number: n50041253
- Nationale Bibliotheek van Israël: 987007449235605171
- Système universitaire de documentation: 073765775
- Virtual International Authority File: 157455954